# Правительство Николаса Грюницкого (1963)
 Правительство Николаса Грюницкого в Того (1963) (фр.  Gouvernement de Nicolas Grunitzky (1963), 14 мая 1963 года — 7 января 1966 года) — второе из правительств Того периода правления президента Николаса Грюницкого. Правительство находилось у власти 969 дней.

## Состав правительства
Правительство было сформировано 14 мая 1963 года в соответствии с декретом № 63-65 (Le décret n°63-65 du 14 mai 1963). Правительство было реорганизовано 19 сентября 1963 года и 29 сентября 1964 года (упразднение поста министра по особым поручениям, функции которого были переданы президенту Республики).
| Порядок | Должность | Имя                                        | Назначение       | Отставка              |
| ------- | --- | ------------------------------------------ | ---------------- | --------------------- |
| 1.      | Президент Республики, министр внутренних дел и Министр обороны Président de la République, Ministre de l’Intérieur et Ministre de la Défense       | Николас Грюницкий Nicolas Grunitzky        | 14 мая 1963 года | 7 января 1966 года    |
| 2.      | Вице-президент Республики, министр финансов, экономики и плана Vice-président de la République, Ministre des finances et de l’Economie et du Plan  | Антуан Меачи Antoine Meatchi               | 14 мая 1963 года | 7 января 1966 года    |
| 3.      | Министр иностранных дел Ministre des Affaires étrangères                                                                                           | Жорж Апедо-Ама Georges Apedo-Amah          | 14 мая 1963 года | 7 января 1966 года    |
| 4.      | Министр юстиции Ministre de la Justice | Андре Кювиджен André Kuévidjen             | 14 мая 1963 года | 7 января 1966 года    |
| 5.      | Министр общественных работ, транспорта, почты и телекоммуникаций Ministre des Travaux Publics, des Transports et des Postes et Télécommunications  | Самуэль Акуребуру Samuel Aquéréburu        | 14 мая 1963 года | 7 января 1966 года    |
| 6.      | Министр по делам государственной службы, труда и социальных проблем Ministre de la Fonction publique, du Travail et des Affaires sociales          | Омбри Пана Ombri Pana                      | 14 мая 1963 года | 7 января 1966 года    |
| 7.      | Министр национального образования Ministre de l’Education nationale                                                                                | Пьер Адоссала Pierre Adossala              | 14 мая 1963 года | 7 января 1966 года    |
| 8.      | Министр сельской экономики (сельского хозяйства, животноводства, вод и лесов) Ministre de l’Economie rurale (Agriculture, Elevage, Eaux et Forêts) | Фермин Абало Firmin Abalo                  | 14 мая 1963 года | 7 января 1966 года    |
| 9.      | Министр общественного здравоохранения Ministre de la Santé publique                                                                                | Мавупе Валентин Вово Mawupé Valentin Vovor | 14 мая 1963 года | 7 января 1966 года    |
| 10.     | Министр торговли и промышленности Ministre du Commerce et de l’Industrie                                                                           | Жан Агбеменан Jean Agbémégnan              | 14 мая 1963 года | 7 января 1966 года    |
| 11.     | Министр информации Ministre de l’Information | Саломон Атайи Salomon Atayi                | 14 мая 1963 года | 7 января 1966 года    |
| .       | Министр-делегат при Президенте Республики Ministre délégué à la présidence                                                                         | Фуссени Мама Fousséni Mama                 | 14 мая 1963 года | 29 сентября 1964 года |